# Soulaimane Athoumane
Soulaimane Athoumane est un footballeur international comorien évoluant au poste d'attaquant pour le Steal Nouvel de Sima en première division comorienne ainsi qu'avec la sélection des Comores.

## Biographie

### Carrière en club
Soulaimane Athoumane évolue au Steal Nouvel de Sima.

### Carrière internationale
Soulaimane Athoumane réalise ses débuts avec l'équipe nationale des Comores lors d'un match de groupe des Jeux des îles de l'océan Indien 2011 contre les Seychelles le 4 août 2011 (match nul 0-0). Il disputera en tout trois matchs avec la sélection comorienne, tous lors de ces Jeux, marquant deux buts contre les Maldives le 6 août 2011 (match nul 2-2).